# Madurea cephalotes
Madurea cephalotes är en insektsart som beskrevs av Bolívar, I. 1902. Madurea cephalotes ingår i släktet Madurea och familjen gräshoppor. Inga underarter finns listade i Catalogue of Life.